# GeoServer
GeoServer — программное обеспечение с открытым исходным кодом, написанное на Java, предоставляющее возможность администрирования и публикации геоданных на сервере. Соответствует стандартам Open Geospatial Consortium: WMS, WFS, WMTS, WPS. Предоставляет возможность работать с опубликованными геоданными в различных картографических приложениях (ArcGIS, GoogleEarth, QGIS, OpenLayers и др.).

## Поддерживаемые форматы
- PostGIS
- Oracle Spatial
- ArcSDE
- Shapefile
- GeoTIFF
- GTOPO30